# Барамия, Илья Юрьевич
Илья Юрьевич Бара́мия (род. 18 июня 1973 года, Ломоносов) — российский музыкант, звукорежиссёр и музыкальный продюсер. Бывший участник электронного дуэта «Ёлочные игрушки» (вместе с Александром Зайцевым), IDM-хип-хоп-группы 2H Company, инди-коллектива «Самое большое простое число» (СБПЧ); с 2017 года является участником дуэта «АИГЕЛ» вместе с Айгель Гайсиной, а с 2021 года участвует в трио 3H Company.
Вместе с А. Зайцевым был удостоен премии Сергея Курёхина (2010) в музыкальной номинации «Электромеханика». Также Илья являлся куратором направления «Современная музыка и саунд-дизайн» в «Школе креативных индустрий „Маяк“».

## Биография

### Ранняя жизнь
Илья Барамия родился 18 июня 1973 года в городе Ломоносов, Петродворцовый район Санкт-Петербурга. Отец, Юрий Ильич Барамия, родился 16 мая 1947 года в Тбилиси, столице Грузии; ныне живёт в Анапе или Санкт-Петербурге.
Ходить в детский сад Илья отказывался, из-за чего его мама купила ему музыкальный проигрыватель и множество детских пластинок со сказками и песнями из мультфильмов. Некоторые грампластинки остались у Барамии на память (при этом в 2008 году Илья поведал, что проигрывателя у него нет). Окончил физико-математический интернат № 45 при ЛГУ в Петергофе.

### «Ёлочные игрушки»
Илья Барамия познакомился с Александром Зайцевым в общежитии Петербургского университета (ЛГУ) на почве обмена музыкой. В 1997 году им предложили написать трек для сборника электронной музыки — и предоставили необходимое оборудование. Илья тогда получил первый опыт работы с инструментами для создания музыки, и драм-машина его так заинтересовала, что новое увлечение едва не помешало ему закончить свой строительный институт.
Барамия и Зайцев вскоре назвали свой дуэт «Ёлочные Игрушки» (сокр. ЁИ, англоязычный вариант — EU), купили собственные звуковую карту и драм-машину, а пульт и синтезатор им одолжили друзья. Через сайт мр3.сом дуэт был найден инди-лейблом из Бристоля, города в Англии. Первый релиз «ЁИ», изданный на этом лейбле в виде семидюймовой пластинки, стал синглом недели в британском журнале New Musical Express. На Илью и Александра обратил внимание лейбл Lo Recordings, и они в результате отправились в первый тур по Англии. Следующий клубный тур уже был по Великобритании, Германии и Бельгии. Однако в России IDM-дуэт оставался малоизвестен.

### 2H Company (2001—2009)
Группой 2H Company были выпущены альбомы «Психохирурги» (2004, 2005) и «Искусство ухода за АК-47» (2007).
Очень быстро стало понятно — это что-то новое и интересное. Про 2Н Сompany стали писать журналы, нас пригласили в Берлин, мы сыграли на Казантипе. История закрутилась.Илья Барамия
В апреле в Мариинском театре состоялась премьера первого в мире рэп-балета под названием «Ринг» с хореографией Алексея Мирошниченко, о чём тогда же было упомянуто в сюжете на Первом канале. Впоследствии девятиминутная песня «Сумрачный Абсурд» из балета была опубликован в интернете. Илья Барамия так описывал процесс создания балета: «Четыре месяца очень напряжённой, тяжёлой работы. Хореограф — он сюда приезжал как бы. Говорил, что "вот это вот нельзя, вот это вот надо, вот это вот выкинь, ни в коем случае!" Как бы то есть... Не знаю, танцевал, показывал, как это всё должно быть, что он тут придумал».
Именно Илья и Александр дали рабочее название треку «Люди в чёрном», которое в итоге и было оставлено.

## Личная жизнь

### Семья
Илья женат, сын — Тимур Барамия (род. 15 сентября 2011 года).

### Музыкальный вкус
Первыми исполнителями, музыку которых Барамия сам переписывал для себя, были Modern Talking, Bad Boys Blue, Accept, Metallica, Slayer. К середине 1990-х, ознакомившись с классикой поп- и рок-музыки (благодаря киоскам звукозаписи и молодёжному журналу «Ровесник»), стал интересоваться электронной музыкой: Coil, Future Sound of London, Orb, Front 242 и другими. В 1996 году впервые попал на рейв — и серьёзно заинтересовался лейблами Warp, Ninja Tune, Novamute. В 2008 году Илья отметил таких исполнителей: The Rascals, The Last Shadow Puppets, Нико Мьюли, Black Moth Super Rainbow, Meshuggah, Ноггано, «Кассиопея», Port Mone, «Серебряная свадьба», «Волшебная одноклеточная музыка».

### Общественная позиция
24 февраля 2022 года вызвало у Ильи «холодный липкий ужас»; Барамия надеялся на быструю остановку кровопролития, как в Грузии в 2008 году.

## Видео
1. 1 2   документальный фильм о группе 2H COMPANY
2. ↑  Эксперименты в балете: рэп, клубная электронная музыка и немного классики. Первый канал (18 апреля 2007). Дата обращения: 12 декабря 2019. Архивировано 12 апреля 2019 года.

- 2H Company - Выступление в Программе "Открытый Проект: Пробы" (2005)
- Setup For Life 2 - Ёлочные Игрушки (Илья) - by Miron
- Кирилл Иванов и Илья Барамия: Мы пытаемся вырвать людей из размеренной жизни
- 24/10 - Муз'Яр - экспо-образовательный фестиваль - И.Барамия: профессиональные секреты
- И. Барамия (СБПЧ). Профессия - электронный музыкант
- Кирилл Иванов и Илья Барамия из группы СБПЧ в программе "Встретились, поговорили" #MIXTV
- Волшебная гора / Группа «Аигел» // 12-07-19
- Илья Барамия - Erarta, St. Petersburg 28.03.13
- Илья Барамия (СБПЧ, АИГЕЛ) - Лекция о творчестве
- Узнать за 10 секунд | АИГЕЛ угадывают хиты Morgenshtern, Lil Pump, Хаски, Tatarka и еще 31 трек
- ПРЯМАЯ ТРАНСЛЯЦИЯ Илья Барамия «Программист как новый композитор»